# مركز الجهراء
الجهراء مركز يقع جنوب محافظة تيماء عند مثلث مفرق العلا، حائل، تبوك، المدينة المنورة.

## الموقع
موقعها يأتي على مفترق طرق وهي شمالا إلى تبوك وجنوب المدينة المنورة وغرب مدائن صالح (العلا) وشرق حائل.

## السكان
سكانها قبيلة الخماعلة من المنابهة من عنزة وقبيلة الركاب من ولد علي من عنزة، ويبلغ عدد سكانها حوالي 2,000 نسمة.

## الخدمات
يوجد بها مرافق حكومية ومدارس لجميع المراحل، ويوجد أيضًا بها مركز للنقل الجماعي وتتمتع بأجواء ريفيه بارده شتاءً وصيفًا. وتتمتع أيضًا بالهدوء التام لميزة موقعها حيث تبعد عن المحافظات القريبة منها بما يقارب 100 كيلومتر تقريبًا، ويقع فيها جبال كثيره ومنها رواف وبرد ويعتبر برد من أعلى الجبال ارتفاعًا في المنطقة حيث يبلغ ارتفاعه 340 متر تقريبًا.